# 牙里镇
牙里镇，是中华人民共和国河北省邯郸市魏县下辖的一个乡镇级行政单位。

## 行政区划
牙里镇下辖以下地区：
牙东村、牙西村、牙北村、牙南村、西吕村、后马庄村、赵庄村、靳庄村、母街村、胡村店村、任村、安庄村、曹庄村、卞村、冯屯村、南长兴村、北杨庄村、候东村、西候村、西长兴村、南杨庄村、长兴西村、候西村、楼西村、牛庄村、小候村、长兴东村、西刘庄村、前大堡村、后大堡村、西南庄村、楼东村和苏庄东村。